# Scarpe da spettatore

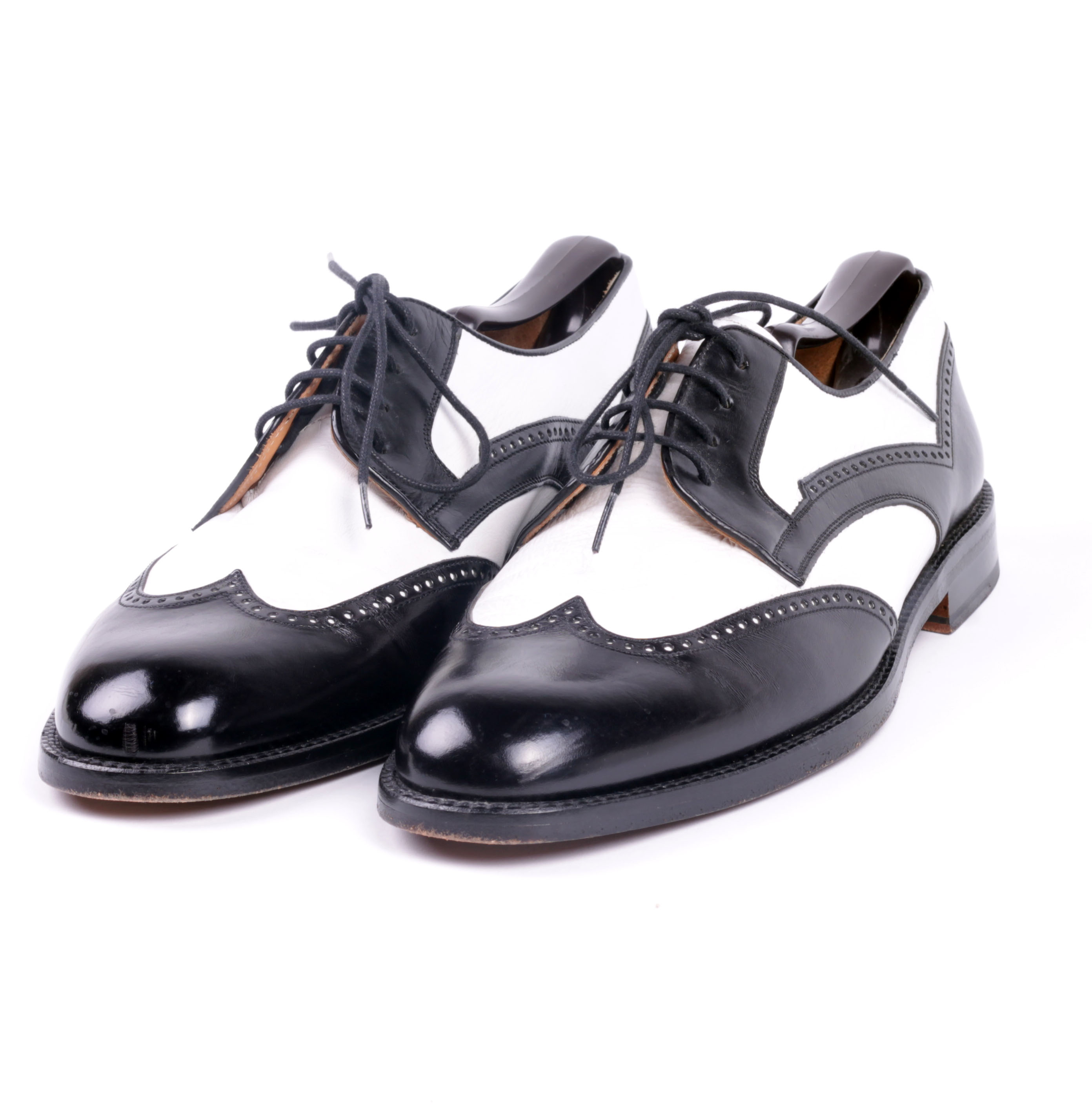
Scarpe da spettatore

Le scarpe da spettatore sono calzature di origine anglo-sassone. Sono calzature con il tacco basso, in stile oxford, composte da due colori contrastanti, tipicamente con la punta, il tallone e talvolta i pannelli di pizzo di un colore più scuro rispetto al corpo principale della scarpa.

## Descrizione
Questo stile di scarpa risale al XIX secolo, ma ha raggiunto l'apice della popolarità durante gli anni '20 e '30.. Normalmente gli inserti sono in pelle scamosciata o flanella in inverno, e lino in estate.
Spesso associate ai gangster, persero popolarità negli anni '40, e nel 1960 si estinsero.